# 2,6-二氯-4-硝基苯胺
2,6-二氯-4-硝基苯胺是一种有机氯化合物，化学式为O
2NC
6H
2Cl
2NH
2。它可由4-硝基苯胺和氯酸钠、盐酸在乙酸中反应制得。它可以被氯化亚锡还原为2,6-二氯-1,4-苯二胺。